# بلورة أيونية

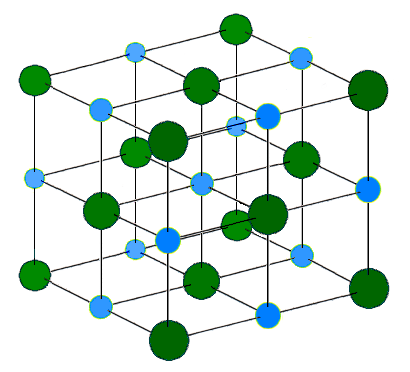
البلورة الأيونية لمركب كلوريد الصوديوم (الهاليت)، ويحيط بكل ذرة ست ذرات من الأيون المقابل، وفق تعبئة متراصة ثمانية السطوح.
Na+
Cl-

البلورة الأيونية في الكيمياء هو الترتيب المنتظم للذرات في المركب الأيوني، وغالباً ما تكون المركبات الأيونية من الأجسام الصلبة المؤلفة من أيونات مرتبطة مع بعضها بروابط كهربائية ساكنة تعرف باسم الرابطة الأيونية التي تجمع هذه الشحنات الكهربائية في بنية بلورية منتظمة. يختلف ترتيب الذرات في الشبكة البلورية حسب حجم الأيونات في الجسم الصلب.
تعد هاليدات الفلزات القلزية من الأمثلة النمطية على المركبات الأيونية الحاوية على بلورات أيونية في بنيتها، مثل فلوريد البوتاسيوم KF وكلوريد البوتاسيوم KCl وبروميد البوتاسيوم KBr ويوديد البوتاسيوم KI. كما يعد مركب كلوريد الصوديوم مثالاً نمطياً آخر على هذه المركبات، ويكون توزيع الذرات في الشبكة البلورية متساوياً فيه 6:6، وتوجد فيه قوى ترابط قوية جداً، إذ هو موصل كهربائي جيد جداً في الحالة المنصهرة، وسيئ جداً في الحالة الصلبة.